# Busia (Kenya)
Busia è un centro abitato del Kenya, capoluogo dell'omonima contea.